# Vilâyet Herzegowina
Das Vilâyet Herzegowina (türkisch Hersek Vilâyeti) war ein Vilâyet (oberste Verwaltungsprovinz) des Osmanischen Reiches in Südosteuropa. Die Hauptstadt war Mostar, Städte wie Mostar und Stolac bildeten wichtige Handelsposten zwischen Dubrovnik und dem Landesinneren. Die Staatsreligion war der sunnitische Islam.
Von 1833 bis 1851 war das Paschalik Herzegowina als Eyâlet von Bosnien verwaltungsmäßig getrennt. Anschließend war es wieder ein Teil des Eyâlet Bosnien, genoss aber Sonderrechte. 1864 wurde der bisherige Sandschak Herzegowina während einer umfassenden Verwaltungsreform im Rahmen des Tanzimat dem neu gegründeten Vilâyet Bosnien unterstellt und verlor seine Sonderrolle. 1876 wurde der Sandschak wieder von Bosnien abgespalten und ein eigenständiges Vilâyet.
Nach dem Berliner Kongress 1878 wurde das Gebiet gemeinsam mit Bosnien von Österreich-Ungarn besetzt, das im Okkupationsfeldzug in Bosnien heftigen Widerstand insbesondere der muslimischen Bevölkerung überwinden musste. Da die beiden Reichsteile sich nicht einigen konnten, wem das Gebiet zufallen sollte, wurde die Verwaltung 1879 dem Finanzminister übertragen, einem der wenigen reichsweit zuständigen Minister. De jure bestand die osmanische Oberhoheit bis 1908 weiter, als Bosnien-Herzegowina offiziell von Österreich-Ungarn annektiert wurde, was die Bosnische Annexionskrise auslöste.